# پرچنووا
پرچنووا (به صربی: Prćenova) یک منطقهٔ مسکونی در صربستان است که در نووی پازار واقع شده‌است.